# Springer spaniel inglés
El springer spaniel inglés (en inglés: English Springer Spaniel) es una raza de perro de caza originaria de Inglaterra, perteneciente a la familia de los spaniels. Descienden de los spaniels de Norfolk o Shropshire de mediados del siglo XIX; la raza se ha dividido en líneas separadas de exposición y de trabajo. Está estrechamente relacionado con el springer spaniel galés y muy estrechamente con el cocker spaniel inglés; hace menos de un siglo, los springers y los cockers provenían de la misma camada. Los cockers, que eran más pequeños, se utilizaban para la caza de becadas, mientras que sus compañeros de camada más grandes se utilizaban como perros levantadores de aves (de ahí el término springer). En 1902, The Kennel Club reconoció al springer spaniel inglés como una raza distinta.

## Historia
Los antepasados del springer spaniel inglés se originaron junto con los demás spaniels. El nombre spaniel deriva del francés antiguo épagneul, que significa ‘español’, ya que los ancestros de estos perros eran originarios de dicho país. De todas formas fue en el Reino Unido donde se originaron sus antepasados más recientes.[cita requerida]
Es tal vez el más antiguo de los Spaniels ingleses y del grupo de caza, apareciendo en pinturas desde el siglo XVII; a partir del cual han evolucionado los llamados land spaniels (‘spaniels de tierra’), excepto el clumber spaniel.[cita requerida] Originalmente su nombre era el de Norfolk Spaniel, ya que provenía del condado inglés de Norfolk. Su nombre actual proviene de su tarea springing (hacer saltar y salir) las presas de los cazadores. Lo cierto es que el springer spanie inglés comenzó a seleccionarse como raza alrededor del 1800.[cita requerida] Por aquel entonces, los spaniels se dividían en dos grupos: los que pesaban menos de 11,5 kg recibían el nombre de cocker, mientras que los que superaban esa cifra se denominaban field spaniels (‘spaniels de campo’) o springers. El springer spaniel inglés fue reconocido por The Kennel Club en 1902, donde se redactó el primer estándar de la raza. Por el American Kennel Club fue reconocido en 1910. Los entusiastas de competencias de campo fundaron su club ESSFTA en 1924 y era común que un springer que participó en pruebas arduas el día anterior, participara de un concurso de conformación (belleza) al día siguiente. Fue en 1927 que se estableció el estándar de la raza con una revisión en 1932.[cita requerida] El último campeonato de springers aptos para ambas competencias fue a principios de los años 1940. Desde entonces, la raza fue criada de acuerdo a su específica función: uno para competencias de campo/obediencia, y el otro para conformación/belleza. Hoy día existen estos dos tipos de springer. La raza es muy antigua y proviene de un origen puro, debiendo ser conservada tal como es.[cita requerida]

## Descripción

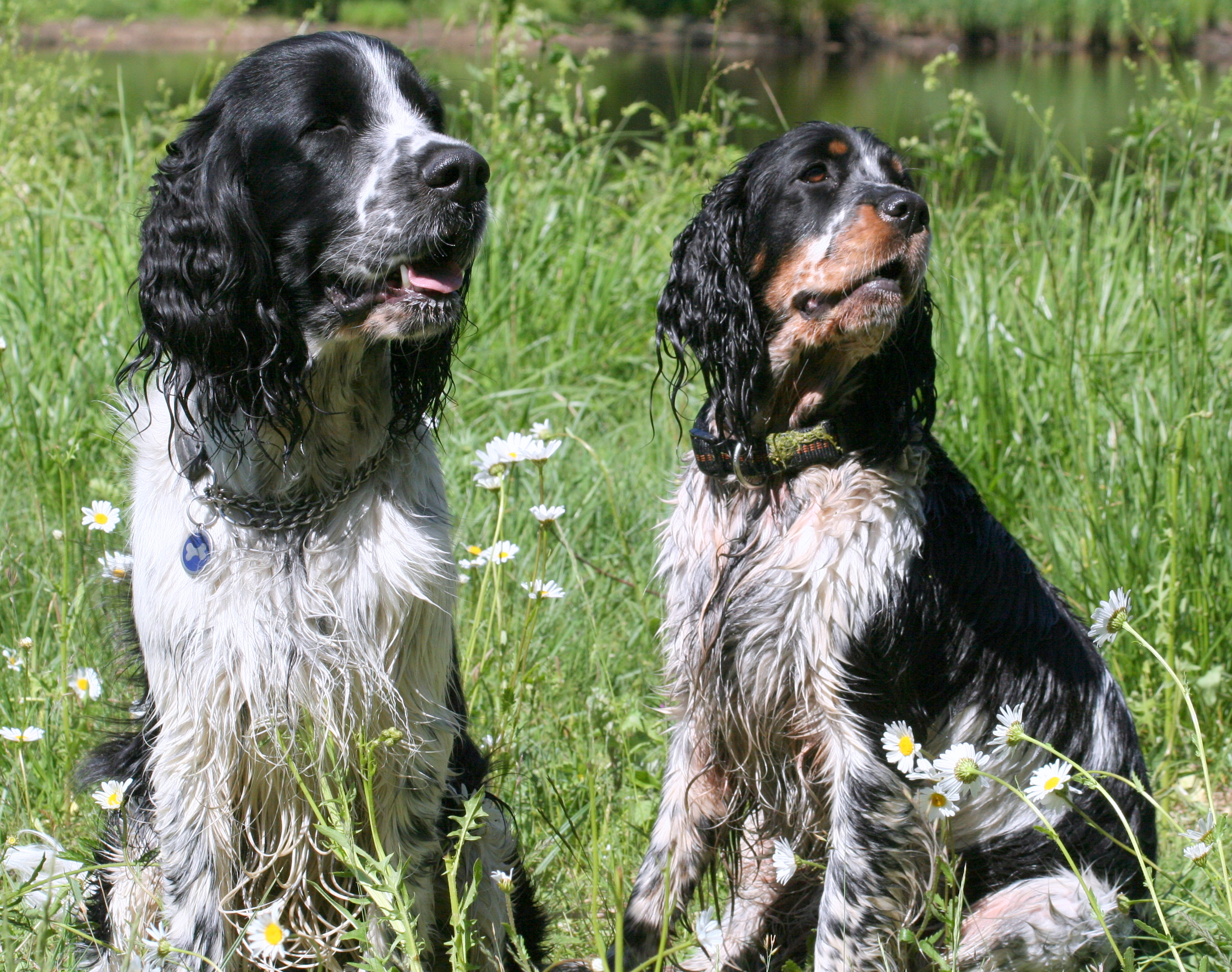
Springer Spaniel Inglés

El Springer es un perro mediano. La diferencia en apariencia entre el field y el bench springer spaniel inglés se debe a la especialización por parte de los criadores y de entrada se distinguirá por los colores, marcaciones y cantidad de pelo.[cita requerida] El bench Springer tendrá un manto oscuro simétricamente repartido en todo el cuerpo con orejas largas y oscuras, collar blanco, patas blancas y muchos flecos. El Field Springer tendrá más blanco, casi a punto de ser completamente blanco, con cabeza y orejas, es muy gentil juguetón también tiene algunos parches de color en el cuerpo a veces con pequeñas motas.[cita requerida]
En segundo plano, las diferencias se notarán en la conformación de la cabeza, largo de cuerpo y largo de rabo. El Field Springer tendrá un hocico más puntiagudo con menos labio y las orejas serán implantadas más altas. Será más largo de lomo y debido a que el rabo es el mayor indicador que el perro haya olfateado un pájaro, será cortada más larga.[cita requerida]
El Field Springer es el máximo en atletismo y performance. El bench Springer es un soberbio ejemplar de tipicidad, sanidad y simetría. Pero ambos cumplen con su propósito original: el de acompañante del cazador y ambos combinan la belleza, la fuerza y la calidad al máximo.[cita requerida]
Los Springer Spaniels del continente Europeo tienen muchas motitas sin cuidado al reparto de manchas, son menos angulosos, más altos, compactos y cuadrados.[cita requerida]

## Utilización
Bien proporcionado y equilibrado, el Springer Spaniel Inglés tiene la resistencia e inteligencia para toda clase de actividad, como son: seguirlo por toda la casa, anunciar la llegada de visitas, hacer trucos, obedecer, participar en competencias de conformación, pruebas de agilidad, cazar o cualquier otra tarea que lo haga partícipe de su rutina diaria.[cita requerida]
Como cazador, es apreciado como excelente perro de búsqueda y de cobro en el bosque o en matorrales así como en agua profunda y entre juncos.[cita requerida]
Asimismo, es un perro fácil de entrenar, cariñoso y cercano.[cita requerida] Suele ser apegado a su dueño. Aunque es bueno con los niños, pudiendo ser una muy buena mascota, tiende a poseer un nivel de energía medio a alto.
Esta raza es generalmente buena con otros animales domésticos, tales como gatos y hurones, pero, en ciertas situaciones, pueden no tolerar a perros del mismo sexo.[cita requerida] Sin embargo, el Springer Spaniel Inglés no es conveniente para hogares con pájaros como animales domésticos, debido a su instinto natural a cazar. Como con todas las razas, los perros deben llegar a acostumbrarse a otros animales domésticos y es mejor introducir en casa dos animales domésticos cuando son ambos muy jóvenes.[cita requerida]
El Springer Spaniel Inglés es un perro activo, alerta, inteligente e impaciente, lo que lo hace un compañero ideal para cazar.[cita requerida]

## Estándar
Clasificación FCI
Grupo 8: perros cobradores de caza. Perros levantadores de caza. Perros de agua.
Sección 2: Perros levantadores de caza. Con prueba de trabajo.
Cabeza y cráneo
Región craneal:
- Cráneo: De tamaño mediano, bastante ancho, ligeramente redondeado y se eleva desde la frente, formando una cresta o stop; está dividido entre los ojos por un surco que desaparece a lo largo de la frente hacia el occipital que no debe ser pronunciado.[cita requerida]

Región facial:
- Trufa: Nariz bien desarrollada.
- Hocico: Su largura debe estar en proporción al cráneo; el hocico debe ser bastante ancho y profundo, bien moldeado debajo de los ojos.[cita requerida]
- Labios: Bastante profundos y cuadrados.
- Mandíbulas / Dientes: Maxilares fuertes con una mordida en tijera regular y completa, es decir que la cara interna de los incisivos superiores esté en contacto estrecho con la cara externa de los incisivos inferiores, los dientes siendo colocados verticalmente en los maxilares.
- Mejilla: Planas.
- Ojos: De tamaño mediano, almendrados, ni prominentes ni hundidos, bien colocados (que no muestren la mucosa ocular), de expresión vivaz y bondadosa. Color avellana oscuro. Los ojos claros son indeseables.
- Orejas: Lobulares, de buen largo y anchura, colgando bastante pegadas a la cabeza y de inserción a nivel de la línea del ojo. Bien provistas de pelo largo en forma de pluma.[cita requerida]

Cuello:
Fuerte musculoso, de bonita longitud, sin papada. Debe ser ligeramente arqueado y adelgazarse hacia la cabeza, esto le proporciona actividad y velocidad.[cita requerida] Un cuello que no posea tales características es inaceptable.
Cuerpo:
Fuerte y de longitud proporcionada, ni muy largo ni muy corto.
- Lomo: Musculoso, vigoroso, levemente arqueado y bien acoplado.
- Pecho: Tórax profundo y bien desarrollado. Las costillas son bien arqueadas.[cita requerida]

Extremidades
Cuartos delanteros:
Los miembros delanteros son rectos y de buena osamenta.
- Hombros: Bien colocados hacia atrás.
- Codos: Bien colocados cerca del cuerpo.
- Metacarpos: Fuertes, flexibles.

Cuartos traseros:
Deben estar bien descendidos.
- Muslos: Anchos, musculosos y bien desarrollados.
- Articulaciones femoro-tibio-rotulianas (rodilla) y corvejones: Moderadamente anguladas. Los corvejones toscos son indeseables.

Pies:
Apretados, compactos y bien redondos, con almohadillas gruesas y fuertes.
Marcha:
Tiene un movimiento estrictamente propio. Los miembros anteriores deberán extenderse hacia adelante desde los hombros, dando un paso largo, suave y sin esfuerzo. Los corvejones moviéndose bien debajo del cuerpo, siguiendo la línea de los miembros anteriores. En movimiento lento puede amblar, paso típico de esta raza.
Cola
- Amputada: De inserción baja, nunca con su porte sobre la línea superior. Con buen fleco y alegre en acción.[cita requerida]

- Sin amputar: De inserción baja, nunca con su porte sobre la línea superior. Con buen fleco y alegre en acción. En balance con el resto del perro.

Pelaje
- Pelo: Denso, lacio y resistente a las inclemencias del tiempo, nunca grueso. Las orejas, miembros anteriores y posteriores y el cuerpo están cubiertos de pelo en forma de pluma moderadamente largo.[cita requerida]

- color: Hígado y blanco, negro y blanco, o cualquiera de estos dos colores con manchas fuego.

Altura
- Altura a la cruz aproximada: 51 cm (20 pulgadas).

Faltas:
Cualquier desviación de los criterios antes mencionados se considera como falta y la gravedad de esta se considera al grado de la desviación al estándar y de sus consecuencias sobre la salud y el bienestar del perro.

## Salud
Como en la mayoría de las razas, hay algunas afecciones que pueden presentarse más comúnmente en ésta. La displasia de cadera y la atrofia retiniana progresiva son dos enfermedades comunes, para las cuales los veterinarios están trabajando en los marcadores genéticos para determinar sus portadores.[cita requerida]
Para la fucosidosis ya se cuenta con marcador y es posible hacer el test de ADN para apartar ejemplares afectados de la cría.[cita requerida]
Los Springer Spaniels son propensos a las infecciones de oídos, por ello se recomienda controlar semanalmente sus canales auditivos.[cita requerida] Aunque no es común, también pueden ser afectado por enfermedades autoinmunes y alergias.[cita requerida]